# سرهی والیایف
سرهی والیایف (اوکراینی: Сергій Валентинович Валяєв؛ زادهٔ ۱۶ سپتامبر ۱۹۷۸) بازیکن فوتبال اهل اوکراین است.
از باشگاه‌هایی که در آن بازی کرده‌است می‌توان به باشگاه فوتبال کریفباس کریفیی ریه، باشگاه فوتبال دنیپرو، باشگاه فوتبال آرسنال کی‌یف، باشگاه فوتبال متالیست خارکوف، و باشگاه فوتبال اوورلا اوژهورود اشاره کرد.
وی همچنین در تیم ملی فوتبال اوکراین بازی کرده‌است.